# Bitka pri Castricumu

V bitki pri Castricumu (6. oktober 1799) so francosko-nizozemske sile premagale anglo-ruske sile blizu Castricuma na Nizozemskem. Bitka je potekala med vojno druge koalicije proti revolucionarni Franciji med francoskimi in nizozemskimi silami pod poveljstvom generala Guillauma Bruna in Hermana Willema Daendelsa ter britanskimi in ruskimi silami pod poveljstvom vojvode Yorškega, sira Ralpha Abercrombyja in princa Oranskega.

## Ozadje
Anglo-ruska sila 32.000 mož se je 27. avgusta 1799 izkrcala v Severni Holandiji, 30. avgusta je zajela nizozemsko floto pri Den Helderju in 3. oktobra mesto Alkmaar. Po seriji bitk pri Bergnu 19. septembra in Alkmaarju 2. oktobra (znanem tudi kot 2. Bergen) so se 6. oktobra pri Castricumu soočili s francosko in nizozemsko vojsko.

## Akcija
Mesto Castricum je večkrat prešlo iz batavsko-francoskih v britansko-ruske roke, dokler slednji niso končno pobegnili in izgubili 2536 mož in 11 topov; Batavsko-francoske izgube so znašale le 1382 mož. Poraz je vojvodo prepričal, da je njegov položaj nevzdržen. Po kaotičnem umiku sta strani 10. oktobra podpisali Alkmaarsko konvencijo.

## Posledice
Britancem in Rusom je bil dovoljen umik brez plačila odškodnin in zadržanje zajetega plena. V znak hvaležnosti, ker mu je omogočil časten izhod iz neslavne nizozemske zagate, je Brune od vojvode prejel večje število konj. Do 19. novembra so bile vkrcane vse britanske in ruske čete in ekspedicija je bila končana. V letih po invaziji leta 1799 so bile v Holandiji zgrajene obrambne linije za zaščito Amsterdama pred prihodnjimi invazijami s severa.

## Komemoracija
V Huis met de Kogel (Hiša s topovsko kroglo) v Castricumu je še vedno mogoče videti topovsko kroglo, ki se je med bitko zarila v zid. Spomin na bitko je plošča pod topovsko kroglo. Različna imena krajev v Castricumu prav tako spominjajo na bitko, kot so sipine Russenbergen in ulica Doodelaan. Ruski spomenik  v Bergnu označuje tamkajšnje boje. Francosko zmago so obeležili tudi na Slavoloku zmage v Parizu kot "Alkmaer".